# Đừng đốt
Đừng đốt (tựa Anh: Don't Burn) là một bộ phim theo dòng chính kịch lịch sử được sản xuất vào năm 2009 do Đặng Nhật Minh đạo diễn và viết kịch bản. Phim được tạo dựng dựa trên hai quyển nhật ký nổi tiếng cùng tên của nữ bác sĩ – liệt sĩ Đặng Thùy Trâm, được cô viết từ ngày 8 tháng 4 năm 1968 đến ngày 20 tháng 6 năm 1970 (trước khi cô hi sinh 2 ngày). Được Frederic Whitehurst giữ suốt 35 năm và trả lại cho gia đình cô vào tháng 4 năm 2005. Phim có sự tham gia diễn xuất của Minh Hương (Đặng Thùy Trâm), Tina Dương (Mai), Matthews Korchs (Fred lúc trẻ),...
Phim ra mắt tại Liên hoan Phim Fukuoka lần thứ 19 tại Nhật Bản và giành giải khán giả bình chọn. Bộ phim được phát hành cuối tháng 4 năm 2009 tại Việt Nam và được chiếu ở Liên hoan Phim Quốc tế ASEM tại Hà Nội giữa tháng 5 năm 2009. "Đừng đốt" đã giành được giải Bông Sen Vàng tại Liên hoan phim Việt Nam lần thứ 16 năm 2009 và chiến thắng 6 hạng mục của giải Cánh Diều Vàng năm 2010 bao gồm Phim nhựa xuất sắc nhất, Nữ diễn viên chính xuất sắc (Minh Hương), Đạo diễn xuất sắc (Nghệ sĩ Nhân dân Đặng Nhật Minh), Họa sĩ xuất sắc (Nghệ sĩ ưu tú Phạm Quốc Trung), Âm thanh xuất sắc (Nghệ sĩ ưu tú) Bành Bắc Hải) và Giải phim khán giả bình chọn. Đây cũng là bộ phim được chọn để tham dự giải Oscar.
Phim được chương trình Cine 7 - Ký ức phim Việt lựa chọn.

## Một số nhân vật chính
౼ Minh Hương trong vai ''chị Thùy'': là một nữ bác sĩ trẻ, làm việc tại một trạm xá Quân y ở Đức Phổ, tỉnh Quảng Ngãi. Dù công việc mệt mỏi nhưng cô không bao giờ nản chí, luôn vui vẻ yêu đời. Có lúc đang làm nhiệm vụ, cô còn mộng mơ, tinh nghịch hái hoa rừng lên ngắm nên bị nhắc nhở; lúc nào cũng bị phê bình vì tư tưởng ''tiểu tư sản''. Có cảnh cô dìu hai thương binh vào lán trú rồi hứa sẽ quay lại ngay nhưng lời hứa đã không thực hiện được vì bị trúng đạn của kẻ thù. Người chiến sĩ anh hùng đó đã ngã xuống nhưng tinh thần bất khuất, hận chiến tranh của chị còn mãi.
౼ Tina Dương vai Mai: cô là một người Việt Nam làm dâu đất khách. Chị nói rằng mình muốn qua đây để quên đi nỗi đau chiến tranh đã cướp gia đình mình khi được cả nhà yêu cầu dịch hộ cuốn nhật kí mà Fred mang về từ Việt Nam. Dù vậy nhưng sau khi đọc thì chị thấy hoàn toàn ngược lại với những gì mình nghĩ, một tinh thần thanh cao, ý nghĩ trong trẻo của người nữ chiến sĩ có cái tên rất đẹp như chính tâm hồn của mình – Đặng Thùy Trâm.
౼ Matthews Korchs vai Frederic (Fred) lúc trẻ: khi thấy cuốn nhật kí từ tay Huân – người lính Việt Nam Cộng Hòa, anh định đem đốt đi thì Huân nói một câu làm Fred nhớ suốt cả đời: Đừng đốt, vì trong đó đã có lửa'', cũng là câu nói được lấy làm tựa phim. Khi giải ngũ về lại quê hương thì mẹ anh nói: '' Cuốn sách ấy sẽ thiêu đốt cuộc đời con ''. Đúng như vậy, lúc nào Fred cũng nhớ về hình ảnh của chị Thùy kẹp trong cuốn nhật kí và hai câu thơ:
''Và ai có biết chăng ai
Tình thương đã chắp cánh dài cho ta''.